# Lago Falkner
Falkner es un lago ubicado en el departamento Lácar de la Provincia del Neuquén, Argentina.
Su denominación honra la memoria de Tomás Falkner, sacerdote jesuita misionero del siglo XVIII de origen inglés, quien si bien nunca visitó la región donde se ubica el lago que lleva nombre,   después de realizar una importante tarea de evangelización de los indios del sur de la actual provincia de Buenos Aires, recogió importantes datos geográficos acerca de la misma que plasmó en su conocida obra "Descripción de la Patagonia y de las partes contiguas de la América del Sur".
El principal afluente del lago Falkner es el corto río que desagua el Lago Villarino. Vierte sus aguas en el Lago Nuevo y, a través del río filo hua hum oeste, en el lago filo hua hum, que luego se junta con el río meliquina a través del río filo hua hum este y forman el río caleufu, forma parte de la cuenca del río Negro.
Se encuentra rodeado por los cerros Falkner, del Buque y Alto. Sus costas están mayoritariamente ocupados por bosques de lengas, coihues y otras fagáceas.

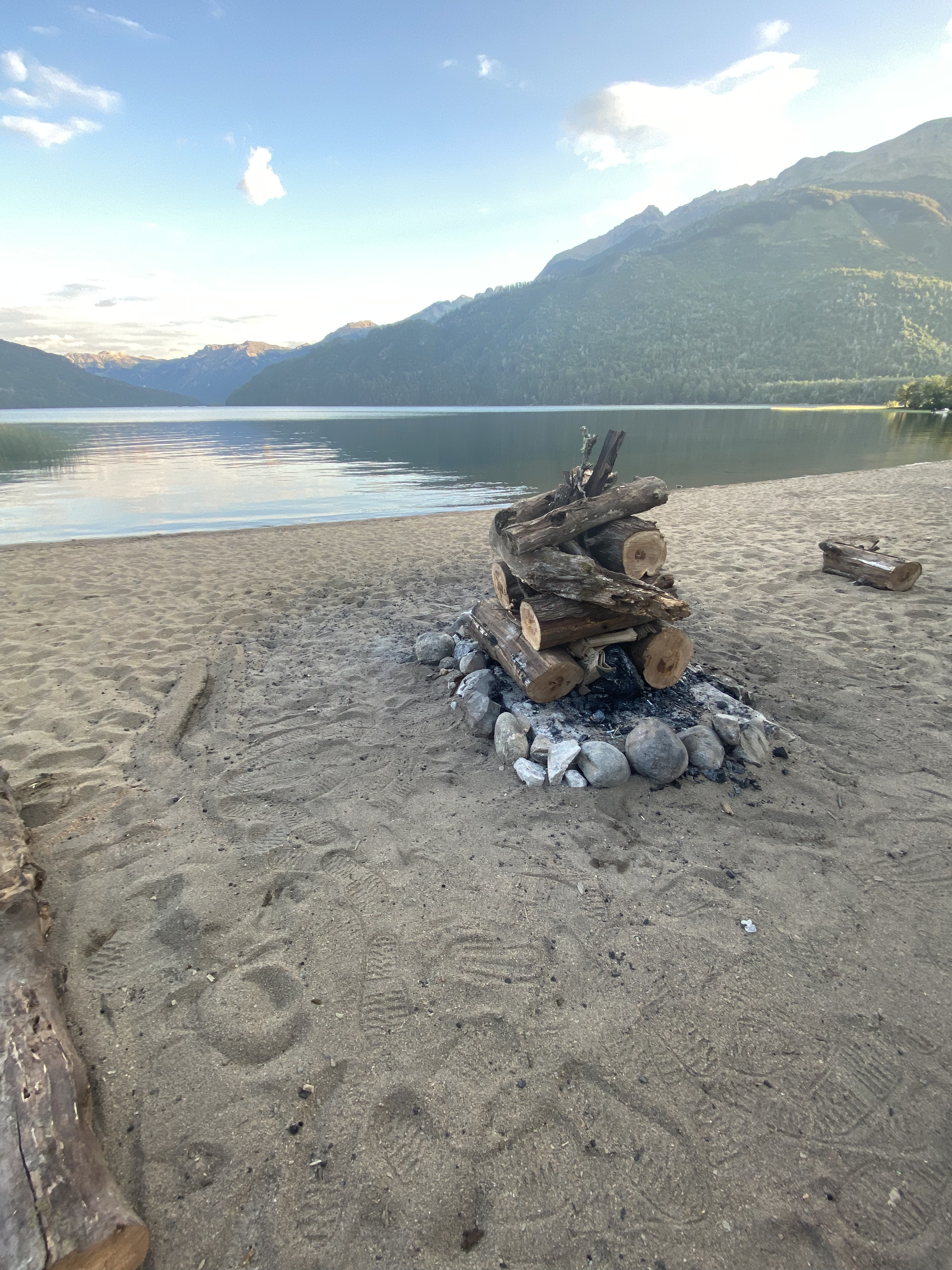
Vista del Lago Falkner desde el Camping Nuevo Falkner

En su costa occidental se halla un campin y una pequeña hostería, únicos lugares habilitados para alojar turistas de sus inmediaciones.
Es uno de los "siete lagos" que dan nombre al circuito turístico de ese nombre, el más conocido circuito turístico de la provincia del Neuquén.
- Datos: Q3214878
- Multimedia: Lago Falkner / Q3214878